# Волконский, Владимир Михайлович
Князь Влади́мир Миха́йлович Волко́нский (17 [29] сентября 1868 — 23 марта 1953) — русский общественный и политический деятель, член Государственной думы от Тамбовской губернии. Товарищ председателя III и IV Государственных дум.

## Биография
Происходил из старинного княжеского рода. Родился 17 (29) сентября 1868 года. Сын князя Михаила Сергеевича Волконского (1832—1909) и светлейшей княжны Елизаветы Григорьевны Волконской (1838—1897). Внук декабриста князя Сергея Волконского.
Начальное образование получил дома, затем окончил кадетский корпус и Тверское кавалерийское училище по 1-му разряду (1891), был выпущен корнетом в Лейб-Драгунский Его Величества полк.

### Общественная деятельность
В феврале 1892 года вышел в запас армейской кавалерии и поселился в своем имении Шацкого уезда (300 десятин). В сентябре того же года определен на службу по Министерству внутренних дел, а в декабре — откомандирован в распоряжение тамбовского губернатора.
Камер-юнкер (1898), камергер (1907), в должности егермейстера (1909), действительный статский советник (1912).
Занимался общественной деятельностью: избирался гласным Шацкого уездного и Тамбовского губернского земств (с 1894), почетным мировым судьей Шацкого уезда (1902—1904, 1907—1916) и шесть раз Шацким уездным предводителем дворянства (1897—1915). Состоял председателем попечительного совета Шацкой женской гимназии. В 1904 году был избран почетным гражданином Шацка.
Поддерживал связи с московскими славянофильскими кругами. В 1905 году вступил в Отечественный союз и Союз русского народа, хотя активного участия в их деятельности не принимал. Кроме того, избирался делегатом от тамбовских дворян на 1-м дворянском съезде в мае 1906 и членом Постоянного совета Объединенного дворянства (1906—1910).

### В Государственной думе

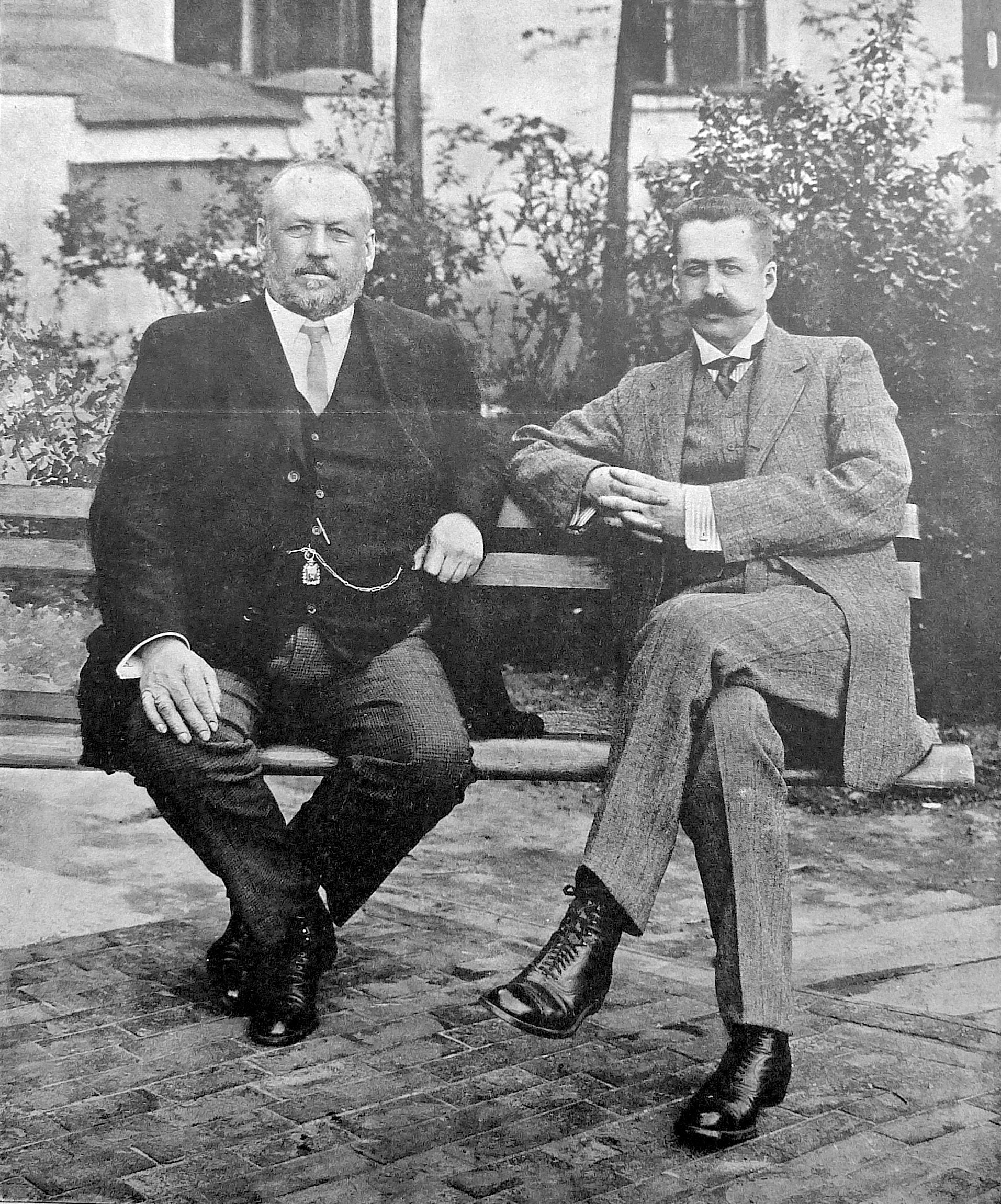
М. В. Родзянко и В. М. Волконский. 1912 г.

В 1907 году был избран членом III Государственной думы от Тамбовской губернии. Входил во фракцию умеренно-правых, с 3-й сессии — в русскую национальную фракцию. Состоял членом комиссии по местному самоуправлению. 5 ноября 1907, по предложению правых и умеренно-правых, был избран старшим товарищем председателя Думы. В этом звании он обнаружил большую энергию, уменье быстро вести и заканчивать прения, быстро проводить голосования; такое направление председательской деятельности оказалось наиболее удобным для так называемой «думской вермишели». Ту же самую систему он проводил и по отношению к важным законопроектам, но здесь она часто вызывала его конфликты то с одной, то с другой партией (чаще — с левыми). Волконский почти одинаково часто прерывал ораторов правой, как и левой, предлагал дисциплинарные кары против первых, как и против вторых. В 1912 году был переизбран в Государственную думу от Тамбовской губернии. Заявил себя беспартийным правым и вновь был избран старшим товарищем председателя. 15 ноября 1913 оставил пост из-за разногласий с председателем Думы Родзянко. Со 2-й сессии был председателем 10-го отдела Думы. С начала Первой мировой войны состоял представителем Думы в Верховном совете по призрению семей лиц, призванных на войну, а также семей раненых и павших воинов.
14 июля 1915 назначен товарищем министра внутренних дел. Занимал должность при министрах А. А. Хвостове, Б. В. Штюрмере и А. Д. Протопопове. В декабре 1916 г. вышел в отставку в знак протеста против политики, проводимой Протопоповым. В январе 1917 был избран Петроградским губернским предводителем дворянства.

### В эмиграции
После революции участвовал в Белом движении. С осени 1918 входил в Особый комитет по делам русских в Финляндии, затем был заместителем А. В. Карташёва — председателя Особого комитета, созданного для организации гражданской части при военном командовании на Северо-Западе. Находился в окружении генерала Юденича.
После провала наступления Юденича на Петроград эмигрировал в Германию. В 1921 году участвовал в Рейхенгалльском монархическом съезде, был избран одним из помощников председателя Съезда, выразил своё несогласие с действиями Высшего монархического совета. Был одним из руководителей Монархического союза в Берлине.
Переехал во Францию, жил в Париже, затем на юге Франции. В 1924 году был избран членом правления Общества монархистов-легитимистов. С 1927 состоял членом совета Братства Святой Анастасии Узорешительницы в Ментоне. В 1930-е годы возглавлял комитет РОКК в Ментоне, некоторое время управлял местным Русским домом. Сотрудничал в ниццком отделе РОВСа.
Скончался в 1953 году в Ницце. Похоронен на русском кладбище Кокад.

## Награды
- Орден Святого Станислава 2-й ст. (1901)
- Орден Святой Анны 2-й ст. (1905)
- Орден Святого Владимира 4-й ст. (1906)
- Орден Святого Владимира 3-й ст. (1907)
- медаль «В память царствования императора Александра III»
- медаль «В память 300-летия царствования дома Романовых»

## Семья
Жена, с 26 января 1892 года — Анна Николаевна (31.07.1870—1950), дочь Николая Александровича Звегинцова. 5 августа 1894 года у них родилась  дочь Елена.